# Державний фонд дорогоцінних металів і дорогоцінного каміння України
Державний фонд дорогоцінних металів і дорогоцінного каміння України — вся сукупність дорогоцінних металів і дорогоцінного каміння, які перебувають у державній власності та відповідно до законодавства зараховані до нього і призначені для забезпечення державних виробничих, наукових, соціально-культурних та інших потреб, що фінансуються з державного бюджету.
До Державного фонду дорогоцінних металів і дорого-цінного каміння України зараховуються дорогоцінні метали і дорогоцінне каміння, дорогоцінне каміння органогенного утворення та напівдорогоцінне каміння, закуплені на території України та за її межами за рахунок коштів державного бюджету, відходи і брухт дорогоцін-них металів і дорогоцінного каміння у будь-якому ви-гляді та стані, дорогоцінні метали та дорогоцінне ка-міння, дорогоцінне каміння органогенного утворення та напівдорогоцінне каміння у виробах і брухті, скуплені у населення і юридичних осіб, конфісковані відповідними органами згідно з законодавством України чи здані як скарб, а також одержані за правом спадкоємства чи дарування, цінності Історичного фонду дорогоцінних металів і дорогоцінного каміння України. Державний фонд дорогоцінних металів і дорогоцінного каміння України формується Міністерством фінансів України і призначений для забезпечення виробничих, фінансових, наукових, соціально-культурних та інвестиційних потреб України.
Цінності, зараховані в Державний фонд дорогоцінних металів і дорогоцінного каміння України, є державною власністю. Положення про порядок форму-вання та зберігання Державного фонду дорогоцінних металів і дорогоцінного каміння України та його складової частини — Історичного фонду, а також про місце знаходження зазначених фондів затверджується Кабінетом Міністрів України.